# Pajtim Kasami
Pajtim Kasami (* 2. Juni 1992 in Andelfingen ZH) ist ein Schweizer Fussballspieler.

## Karriere

### Vereine
Kasami begann seine Karriere 2003 beim Schweizer Verein FC Winterthur. Nach drei Jahren wechselte er zum Grasshopper Club Zürich, der ihn 2008 an den englischen Verein FC Liverpool auslieh. 2009 wurde er mit 16 Jahren zu Lazio Rom transferiert. Im März 2010 kam Kasami bei der Schweizer AC Bellinzona zu seinen ersten Einsätzen im Profibereich. Nach einem halben Jahr unterschrieb er einen Fünfjahresvertrag beim italienischen Erstligisten US Palermo. Mit den Sizilianern spielte er gegen NK Maribor in der Europa League zum ersten Mal auf internationaler Ebene. Sein Debüt in der Serie A gab er am 30. August 2010 gegen Cagliari Calcio. Es folgten 13 weitere Einsätze in der Liga. Nach einem Jahr wechselte er in die englische Premier League zum FC Fulham in London, bei dem er einen Vertrag bis 2015 unterschrieb. Vom FC Fulham wurde er für die Rückrunde der Spielzeit 2012/13 an den Schweizer Super-League-Club FC Luzern ausgeliehen. Nachdem Kasami in der Saison 2013/14 zum Stammspieler in Fulham geworden war, wechselte er im Sommer 2014 zu Olympiakos Piräus. Mit Piräus wurde er sowohl 2015 als auch 2016 griechischer Meister. Zur Saison 2016/17 wechselte er leihweise in die zweithöchste englische Liga zu Nottingham Forest. Im Sommer 2017 wechselte er zum FC Sion in die Schweiz. Am 18. März 2020 wurde ihm aufgrund der COVID-19-Pandemie fristlos gekündigt. Im Oktober 2020 wurde Kasami dann beim FC Basel unter Vertrag genommen und spielte dort die folgenden zwei Jahre. Anschliessend kehrte er zu seinem ehemaligen Verein Olympiakos Piräus zurück. Nach einem Jahr in Griechenland wechselte er im Sommer 2023 zu Sampdoria Genua in die Serie B. Anfang Februar 2025 wurde der Vertrag zwischen Sampdoria und Kasami im gegenseitigen Einvernehmen aufgelöst.

### Nationalmannschaften
Kasamis Eltern stammen aus Mazedonien und gehörten dort zur albanischen Minderheit. Er wäre daher auch für den mazedonischen Verband spielberechtigt gewesen, entschied sich aber für die Schweizer Nationalmannschaften. Mit der Schweizer U-17-Auswahl gewann Kasami die Weltmeisterschaft 2009, bei der er auch ein Tor erzielte. Für die U-21-Nationalmannschaft absolvierte er 30 Spiele. Im Sommer 2012 nahm er mit der Schweizer Olympiamannschaft am Olympischen Fussballturnier in London teil. Er kam bei allen drei Spielen zum Einsatz. Am 15. Oktober 2013 gab er sein Debüt in der Schweizer A-Nationalmannschaft im Spiel gegen Slowenien und erzielte sein erstes Tor am 15. November 2013 in einem Freundschaftsspiel gegen Südkorea. Bis 2016 absolvierte er zwölf Länderspiele und erzielte dabei zwei Tore.

## Erfolge

### Verein
Olympiakos Piräus
- Griechischer Meister: 2015, 2016
- Griechischer Cupsieger: 2015

### Nationalmannschaft
- U-17-Weltmeister 2009
- Finalist an der U-21 Europameisterschaft 2011 (2 Einsätze)
- Teilnahme an den Olympischen Spielen in London 2012 (3 Einsätze)